# Sergiusz (Woskriesienski)
Sergiusz, imię świeckie Dmitrij Nikołajewicz Woskriesienski (ur. 14 października?/26 października 1897 w Moskwie, zm. 28 kwietnia 1944) – metropolita Rosyjskiego Kościoła Prawosławnego. 

## Życiorys
Urodził się w rodzinie kapłana prawosławnego. Ukończył akademię duchowną w rodzinnej Moskwie, jednak nie zdecydował się od razu na wstąpienie do stanu duchownego. Ostatecznie decyzję o wstąpieniu do monasteru podjął w wieku 25 lat, zostając posłusznikiem w Monasterze Daniłowskim w Moskwie. Śluby zakonne złożył trzy lata później, w tym samym roku zostając hieromnichem. W 1930 na polecenie przełożonych opuścił monaster i pracował w soborze w mieście Oriechowo-Zujewo, a następnie w Sokolnikach. Od 1931 był redaktorem naczelnym dziennika wydawanego przez Patriarchat Moskiewski. W 1933 otrzymał godność archimandryty; w październiku tego samego roku otrzymał godność biskupa pomocniczego eparchii moskiewskiej z tytułem biskupa kołomieńskiego. Już w 1933 został biskupem bronnickim, zaś w lutym 1936 biskupem dmitrowskim. W 1937 został mianowany arcybiskupem, zaś rok później otrzymał za zasługi dla Rosyjskiego Kościoła Prawosławnego prawo noszenia krzyża na kłobuku. 
W marcu 1941 został mianowany egzarchą Łotwy i Estonii oraz metropolitą Wilna i całej Litwy. Zorganizował prowizoryczne kursy zastępujące naukę w seminarium duchownym przy monasterze Świętego Ducha w Wilnie, którego był przełożonym z racji objęcia katedry wileńskiej. Prowadził rozmowy z duchownymi prawosławnymi niezależnych cerkwi na Łotwie i w Estonii w celu ich powrotu pod jurysdykcję patriarchy Moskwy. 28 kwietnia 1944, po odprawieniu Świętej Liturgii w cerkwi Świętego Ducha w Wilnie metropolita, udający się samochodem do Rygi, został zamordowany po drodze przez nieznanych sprawców. O jego śmierć podejrzewane było NKWD, z racji wyraźnie antystalinowskich poglądów metropolity, wyrażanych publicznie i w rozmowach z metropolitą Sergiuszem (Stragorodzkim). Pochowany w Rydze w pobliżu cerkwi Opieki Matki Bożej.